# Franco de San Galo
El franco fue la moneda del cantón suizo de San Galo entre 1798 y 1850. Se subdividía en 10 Batzen, cada uno en 4 Kreuzer o 16 Pfennig.

## Historia
El franco suizo era la moneda de la República Helvética desde 1798. Pero este país paralizó la acuñación de su moneda en 1803. En esa situación, el cantón de San Galo comenzó a acuñar sus propias monedas entre 1808 y 1809. En 1850, el franco suizo fue reintroducido, a una tasa de cambio de 1 ½ de francos suizos = 1 Franco de San Galo.

## Monedas
Se emitieron monedas de vellón valuadas en 1 Pfennig, ½ y 1 Kreuzer, ½, 1 y 1½ Batzen, la moneda de 1½ Batzen con su valor en kreuzer, es decir, 6 Kreuzer. También fueron acuñadas monedas en plata en denominaciones de 5 Batzen, también denominadas en su valor en francos (½ franco).